# Hyosung S&T Motors
Die KR Motors Co., Ltd ist ein südkoreanischer Motorradhersteller. Das Unternehmen entstand durch Übernahme der Geschäftsleitung und -einlagen der S&T Motors Co., Ltd. durch einen in VIETNAM tätigen koreanischen Geschäftsmann. S&T Motors hatte ab 2003 die zuvor von der Hyosung Motors & Machinery Inc. nach deren Ausgliederung aus der HYOSUNG Group weitergeführte Motorradproduktion unter dem Label HYOSUNG fortgesetzt. Obwohl auch KR Motors kein Teil der HYOSUNG Group ist, werden die Modelle wie in der Zeit der S&T Motors Co., Ltd. in den Exportmärkten weiterhin unter dem eingeführten Namen HYOSUNG vertrieben.

## Das Unternehmen
Motorisierte Fahrzeuge mit dem HYOSUNG-Schriftzug hatten etwa 40 Prozent Marktanteil im Heimatland und wurden in über 60 Länder exportiert. Damit waren die jeweiligen Unternehmen der größte Motorradexporteur Südkoreas. Auch aktuell behauptet KR Motors Platz 1 in der koreanischen Zulassungsstatistik und sieht sich als Nr. 5 weltweit. Etwa 500 Mitarbeiter stellen jährlich ca. 50.000 motorisierte Zweiräder her. In Europa werden hauptsächlich die Märkte in Deutschland, Frankreich und Spanien beliefert. Etwa 6.000 Zweiräder gehen jährlich nach Spanien, ca. die Hälfte nach Deutschland, und Frankreich importiert etwa 3.500 Maschinen. Neben Asien sind die USA und Australien weitere wichtige Exportländer. Als "Marktgröße" gibt das Unternehmen 70 Bill. Won an (etwa 493 Mill. Euro).
Das Ursprungsunternehmen wurde 1978 gegründet und ging bereits ein Jahr später eine Kooperation mit Suzuki ein. Diese umfasste die Produktion von 125 cm³-Motorrädern und kleiner ATVs, die Suzuki auf dem japanischen Markt verkaufte. Unter der Regie von S&T entstand ein 650 cm³-Zweizylinder-V-Motor, der – trotz seiner baulichen Ähnlichkeit mit einem gleichhubraumstarken Aggregat von Suzuki – im Jahr 2010 als Eigenentwicklung vorgestellt wurde.
Wie schon die Vorgängerunternehmen fertigt auch KR Motors alle Motoren selber und legt dabei großen Wert auf Forschung und Entwicklung. Hier sind ca. 90 Mitarbeiter beschäftigt. Seit 1982 werden motorisierte Zweiräder exportiert. Nach Honda und Yamaha belegte Hyosung den dritten Platz in der deutschen Zulassungsstatistik 2007 in der 125-cm³-Klasse.
Insbesondere im Bereich der Leichtkrafträder deckten Motorräder mit dem Hyosung-Schriftzug vom Cruiser bis zum Sportler alles ab. Neben 50-cm³-Rollern wurden aber auch ATVs und Motorräder mit 125 (Hyosung GT 125 Naked), 250 (ab 2014) und 650 cm³ Hubraum (Hyosung GT 650i) angeboten. Ab 2011 erweiterte ein 700-cm³-Motorrad, basierend auf dem 650er Aggregat und konzipiert als Cruiser, die Modellpalette nach oben.
Stand 2023 werden vom deutschen Importeur nur noch zwei Motoren vorgehalten. Das bewährte 125-cm³-Aggregat und – als aktuell hubraumstärkster Motor – ein 300 cm³ Modell. Beide erfüllen die Abgasnorm Euro 5. Die großen 650er und 700er Motorräder AQUILA und ST 700i werden aufgrund zu teurer Anpassungen an aktuelle Abgasvorschriften nicht mehr produziert. Ein Export von Motorrollern von KR Motors wird 2023 nicht durchgeführt. Das Unternehmen hat jedoch bereits einen als Hybrid-Roller bezeichnetes Modell entwickelt und fokussiert sich zunehmend auf elektrisch angetriebene Zweiräder. Schwerpunkt von KR Motors ist der südostasiatische Wirtschaftsraum. Angeboten wird eine Unterstützung lokaler Produktionsstätten durch Managementtransfer.
Zum 1. Januar 2024 waren in Deutschland 10.886 Hyosung-Krafträder zum Straßenverkehr zugelassen, was einem Anteil von 0,2 Prozent entspricht.